# SBC佐久ラジオ中継局

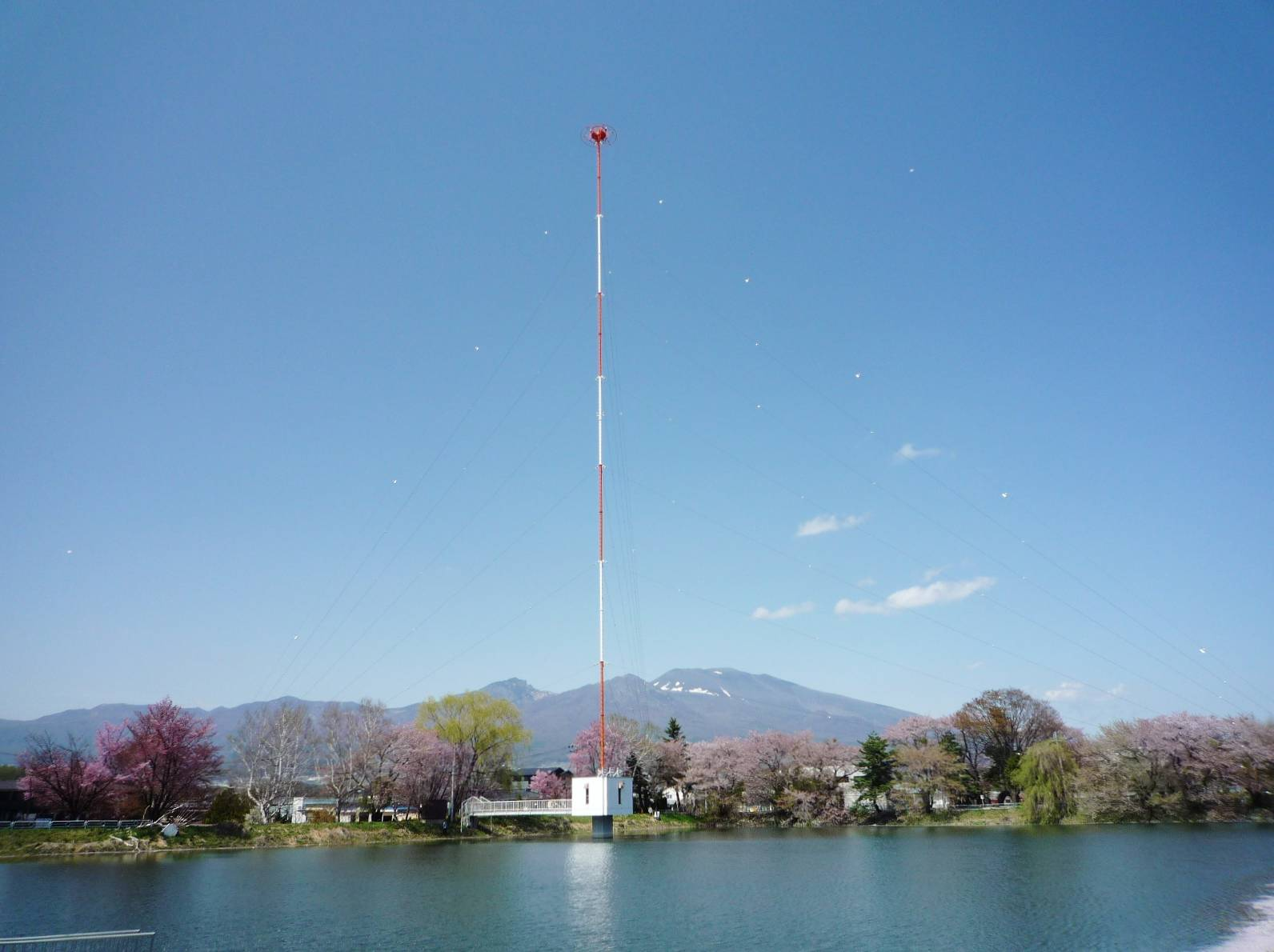
SBC佐久ラジオ中継局

SBC佐久ラジオ中継局（エスビーシーさくラジオちゅうけいきょく）は、長野県佐久市、仙禄湖にある信越放送 (SBC) のラジオ放送中継局である。

## 概要
- 1973年（昭和48年）1月25日開局[1]
- 名称は「信越放送 佐久放送局」[1]。
- 設置位置は北緯36度17分00秒 東経138度29分03秒（日本測地系）、北緯36度17分11秒 東経138度28分52秒 / 北緯36.286473度 東経138.481037度（世界測地系）[1]
- 長野市にある親局（SBC長野ラジオ放送所）から有線もしくは無線による中継回線で受信・放送している[1]。
- サービスエリアは下記の通り（約6万1,700世帯）[1]
  - 長野県
    - 佐久市の全部
    - 小諸市の全部
    - 北佐久郡の大部分
    - 南佐久郡の半分以上
    - 小県郡の半分以上
    - 上田市の一部

  - 群馬県の一部
- 周波数1458kHz、出力100Wの中波送信機を2台設置[1]。
- アンテナ（空中線）は高さ85メートルの頂冠付垂直型円管柱で、地上高は91メートル[1]。
- その他、無線中継装置、自動起動装置、自動警報監視装置、自動電圧調整装置、蓄電池浮動充電方式の予備電源設備（10時間の停電に対応）を有する[1]。
- 設備は自動化・無人化されており、定期的に点検を行っている[1]。

## 中継局概要
| 放送局名    | 周波数  | 空中線電力 | 放送対象地域 | 放送区域内世帯数 |
| SBC信越放送 | 1458kHz | 100W       | 長野県       | 約6万1700世帯    |

- 出典[1]